# Migma
Migma jest to wtórnie wygenerowany stop magmowy składający się z ruchliwej masy i części stałych, powstający np. w procesie ultrametamorfizmu poprzez stopienie łatwiej topliwej części skały np. w niektórych przypadkach wskutek anateksis bądź na znacznych głębokościach na pograniczu środowisk metamorficznych i magmatycznych.